# Elisabeth Röhm
Elisabeth Röhm (Düsseldorf, 28 april 1973) is een Duits-Amerikaanse actrice. Ze speelde onder meer vijftien afleveringen (1999-2001) Kate Lockley in de televisieserie Angel en later in 85 (2001-2005) afleveringen van Law & Order, als Serena Southerlyn.

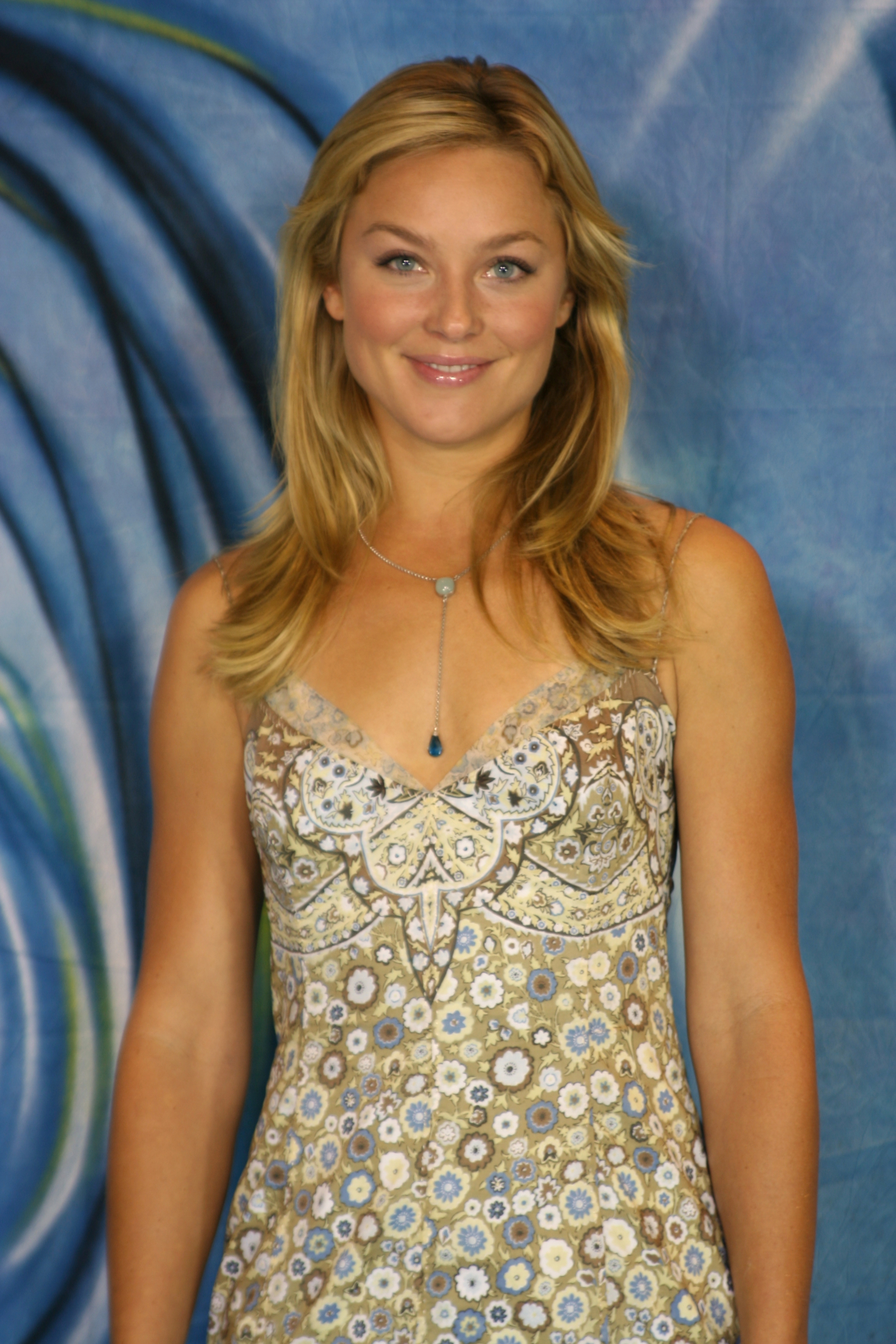
Röhm in 2006.

## Carrière
Röhm debuteerde op het witte doek in Deconstructing Harry (1997) van Woody Allen, hoewel haar aandeel daarin van dusdanige grootte was dat ze niet op de aftiteling verscheen. Haar 'echte' acteerdebuut maakte ze in de televisieserie One Life to Live, waarin ze tussen 1997 en 1998 Dorothy Hayes speelde.
Röhm verscheen voor het eerst in een film met een klein rolletje in een televisiebewerking van The Invisible Man (1998). Na nog wat kleine rollen en gastoptredens in televisieseries, kreeg ze in 2000 voor het eerst een wat omvangrijkere rol in Angel. In de (televisie)film Briar & Graves (2005) speelde Röhm voor het eerst een hoofdrol in een film (als Laurie Graves).

## Privé
Hoewel Röhm in Duitsland ter wereld kwam, verhuisden haar ouders Eberhard en Lisa vóór haar eerste verjaardag naar de Verenigde Staten. Ze bezit beide nationaliteiten en spreekt zowel vloeiend Engels als Duits. Haar ouders scheidden voordat ze haar tienerjaren bereikte. In Amerika studeerde Röhm Europese Geschiedenis en Schrijven. Röhm beviel in 2008 van een dochter.

## Filmografie
Selectie (de kleinste rolletjes zijn weggelaten):

### Verdere films/series
- 1997: One Life to Live (televisieserie)
- 1998: The Invisible Man (televisiefilm)
- 2005: Miss Congeniality 2: Armed and Fabulous
- 2011: Abduction
- 2014: A Christmas Kiss II
- 2015: All In or Nothing
- 2016: Blood Father
- 2016: Love Is All You Need?
- 2016: Polaris
- 2017: Scales: Mermaids Are Real
- 2017: Flaked (televisieserie, 5 afleveringen)
- 2017: The Tribes of Palos Verdes
- 2018: Sanitatum
- 2018: Magnum P.I. (televisieserie)
- 2019: SGT. Will Gardner
- 2019: Tales (televisieserie)
- 2019: Bombshell
- 2020: When We Kill the Creators
- 2021: Der Vogel
- 2022: The Royal